# 包养
包养，是一种以金錢為基礎，以維持長時間的性关系。出资者和被包养者通过协议达成共识，被包养者的生活费用全由包养者提供，是帶有愛情基礎的性交易。現代有些外貌姣好的人則是專門以被人包養來維持生計。
在中文中，已婚男性包养的女性為情婦，俗称为包二奶，已婚女性包養的男性為情夫，亦稱為小白臉。在古中华和歐洲上層社會，盛行包办婚姻，不少权贵、官商都有婚外情的地下情人，有些即属包養性質，例如男性在家包養的寵婢、在外另納的外婦，以及女性包養的面首等。
包养于2015年呈现为扩增趋势，在美国最为盛行，加拿大、英国、澳大利亚和哥伦比亚紧随其后。